# Villereau, Loiret
Villereau är en kommun i departementet Loiret i regionen Centre-Val de Loire strax norr Frankrikes mitt. Kommunen ligger i kantonen Neuville-aux-Bois som tillhör arrondissementet Orléans. År 2022 hade Villereau 401 invånare.

## Befolkningsutveckling
Antalet invånare i kommunen Villereau
| Referens: INSEE |